# エキナタマツ
エキナタマツ（エキナタ松、学名: Pinus echinata）とは、マツ科マツ属の常緑高木。

## 特徴
北米大陸東部原産。樹高は20-30メートルほどになる。英名はショートリーフパイン（Short leaf pine：葉の短いマツ）。

## 分布・生育地
北アメリカ東南部原産。

## ギャラリー

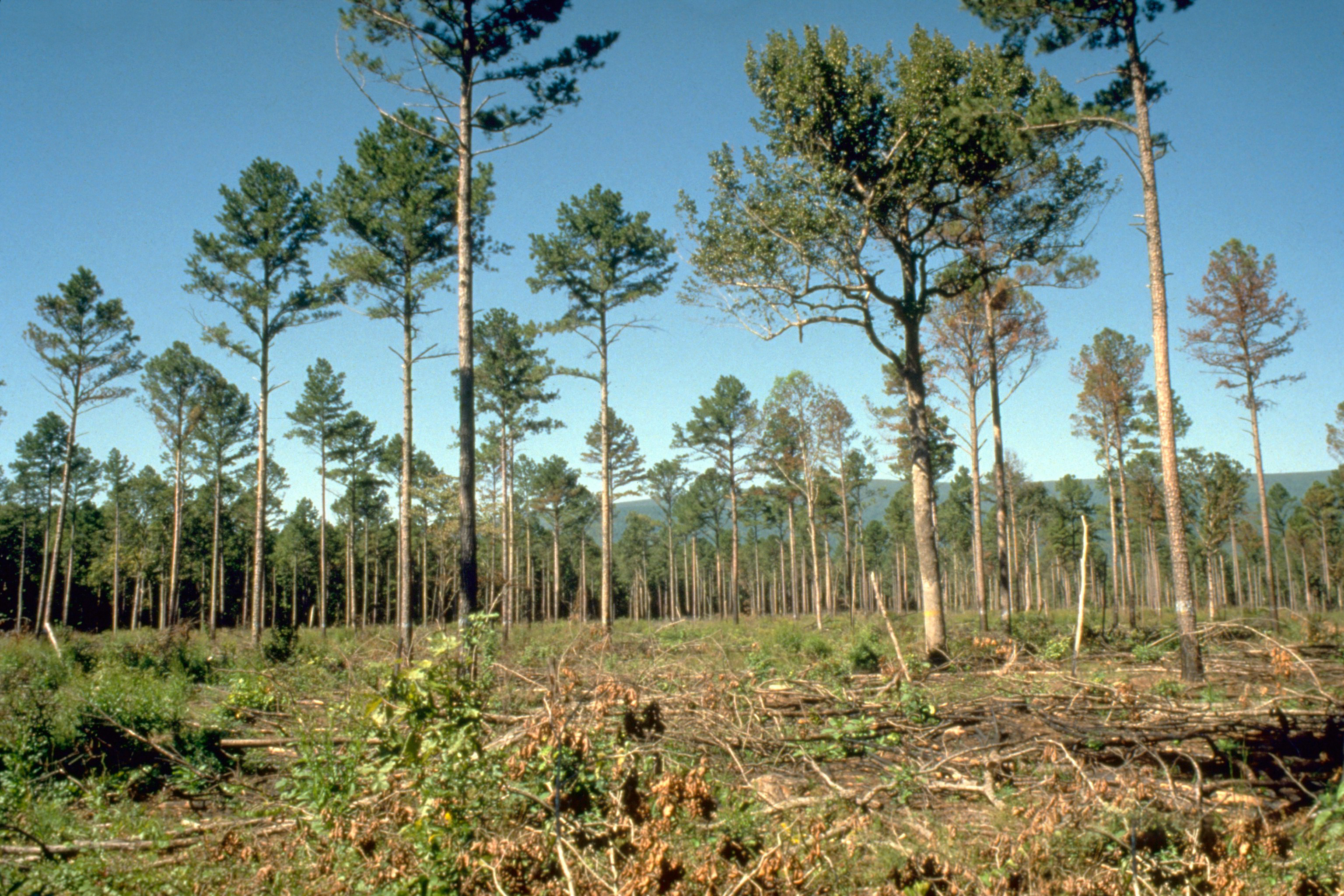
まばらに群生するエキナタマツ
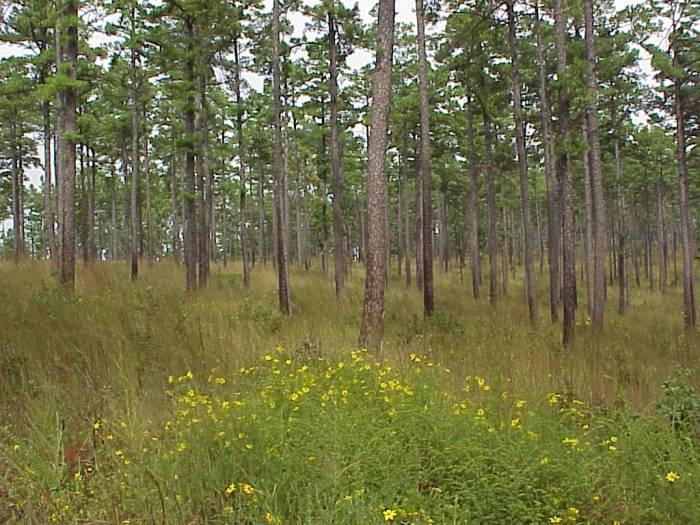
エキナタマツの群生
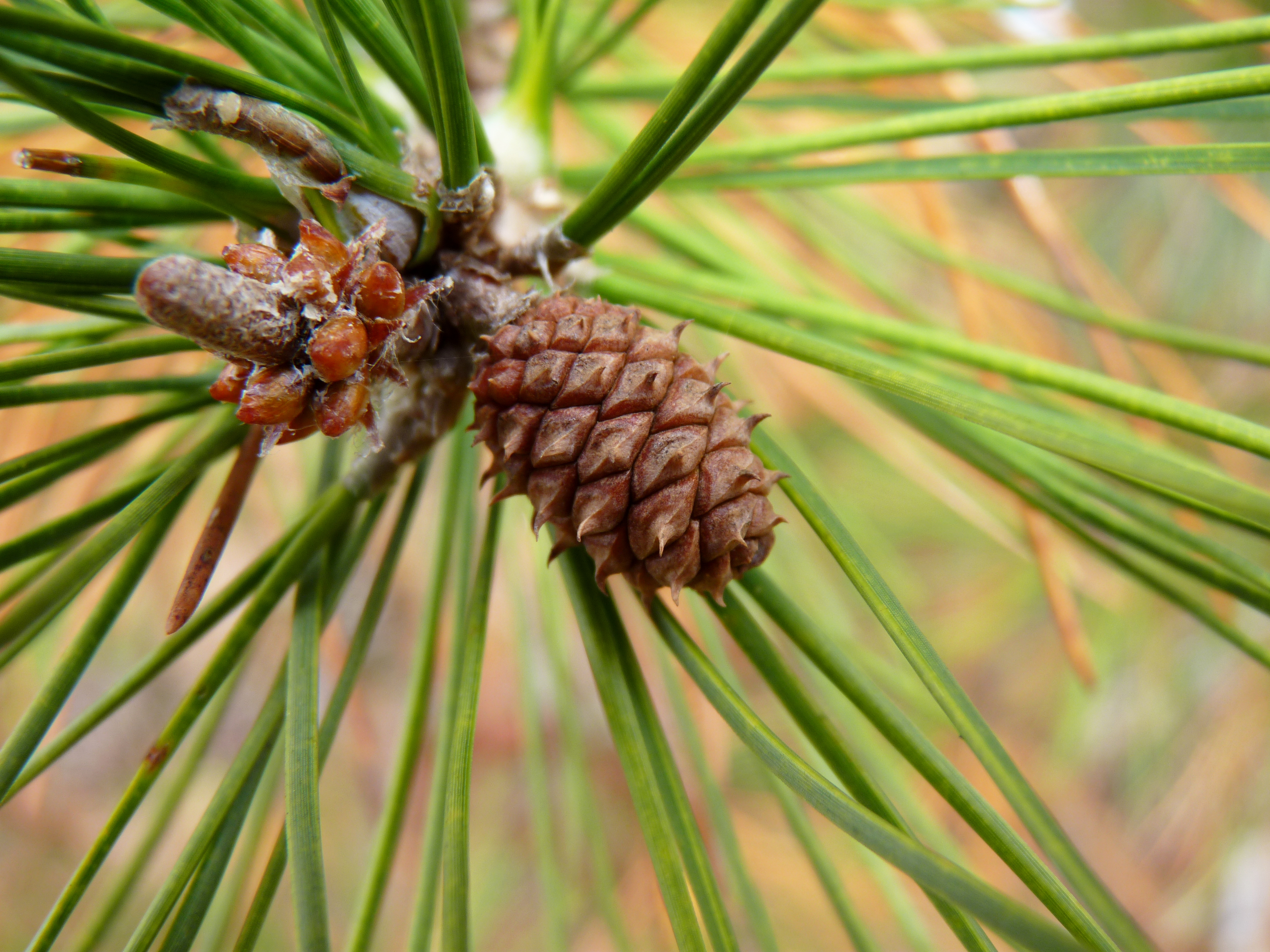
雌花
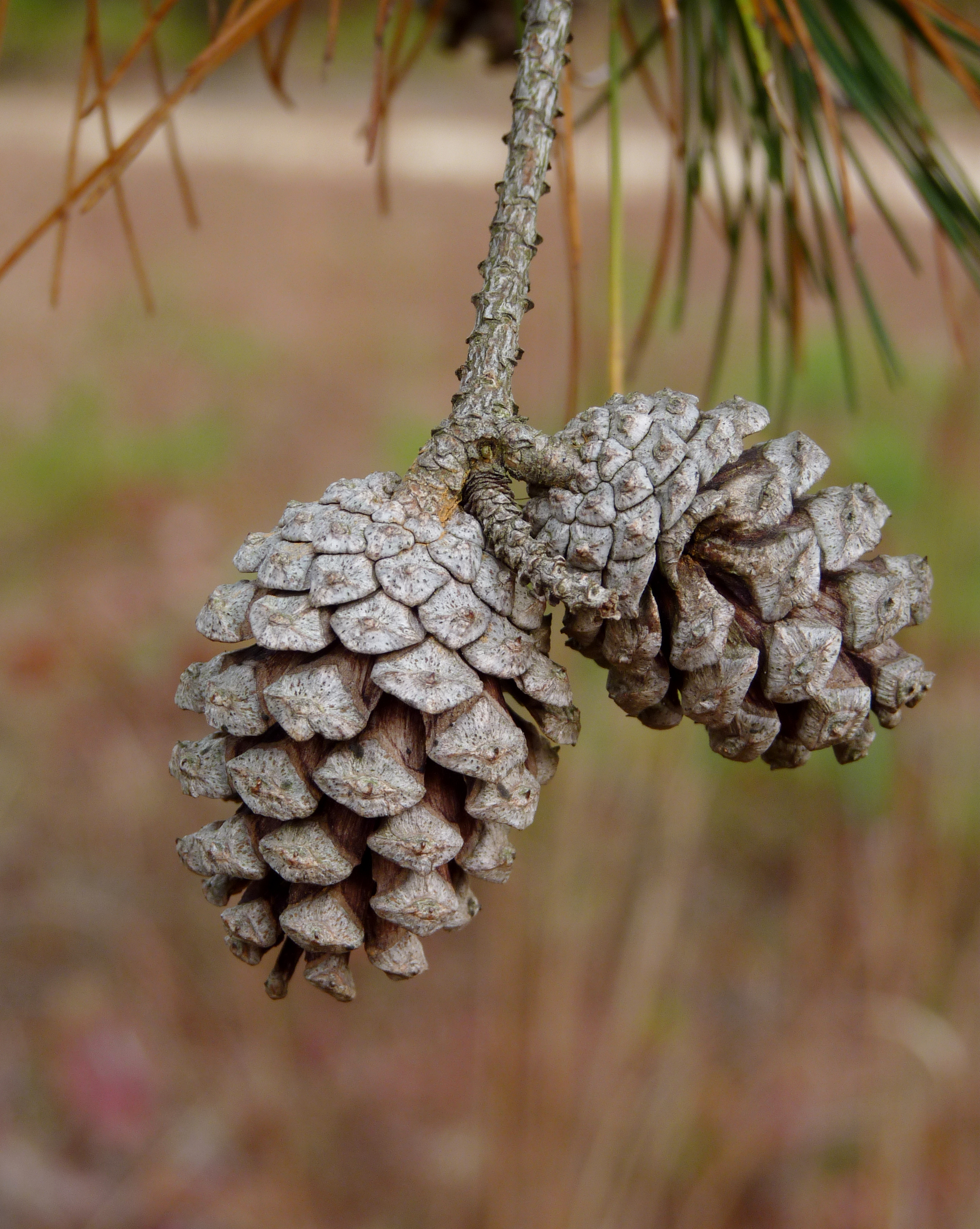
熟した球果